# Йоганн Кліма
Йоганн «Ганс» Кліма (нім. Johann Klima, 11 лютого 1900 — 1946) — австрійський футболіст, що грав на позиції нападника і півзахисника. Відомий виступами у складі клубу «Адміра», а також національної збірної Австрії. Чотириразовий чемпіон Австрії, триразовий володар кубка Австрії

## Клубна кар'єра
У складі клубу «Адміра» (Відень) почав грати у сезоні 1919–1920. На початку 20-х років «Адміра» була середняком чемпіонату, але уже в 1923 році команда зуміла вперше піднятися на третє місце. На той момент в команді уже виступав Ігнац Зігль, багаторічний партнер Кліми на правому фланзі атаки. Зігль грав правого крайнього, а Йоганн правого напівсереднього нападника, хоча й за потреби між зіграти на інших позиціях, як у нападі, так і в півзахисті чи, навіть, у захисті. Кількома сезонами пізніше в команді з'явились Антон Шалль і Карл Штойбер, ще два багаторічних партнери Кліми в атаці.
У 1927 році разом з командою здобув перший в історії клубу титул чемпіона Австрії. Несподіваним конкурентом «Адміри» у боротьбі за титул став клуб «Брігіттенауер». Перед останнім туром «Адміра» мала перевагу в одне очко, але суперникам випало грати між собою. Клуб упевнено переміг з рахунком 5:0 і здобув свій перший чемпіонський трофей. Кліма забив 20 голів у тому сезоні і став одним головних творців успіху. Влітку зіграв у обох чвертьфінальних матчах новоствореного кубка Мітропи, у яких австрійський клуб зустрічався з чехословацькою «Спартою». У першому матчі «Спарта» перемогла з рахунком 5:1, але у матчі-відповіді на 60-й хвилині уже «Адміра» перемагала 5:1. Втім, команді не вдалося розвинути чи хоча б втримати цей результат і наприкінці матчу чеські гравці зуміли забити два голи і пройти в наступний раунд.
Наступного сезону «Адміра» знову перемогла у чемпіонаті, випередивши на три очка «Рапід». Основним лівим нападником «Адміри» у тому сезоні був брат Йоганна — Карл Кліма. Кліма-старший поперемінно грав то на позиції правого півзахисника, то правого інсайда, а загалом у чемпіонаті зіграв 19 матчів і забив три голи. Також «Адміра» вперше здобула кубок Австрії. У фінальному поєдинку команда переграла «Вінер АК» з рахунком 2:1.
Влітку 1928 року клуб знову пробував свої сили у матчах кубку Мітропи. В 1/4 фіналу команда переграла чехословацьку «Славія» — 3:1, 3:3. У півфіналі «Адміра» в обох матчах поступилась майбутньому чемпіонові угорському «Ференцварошу» (1:2, 0:1).
Протягом трьох наступних сезонів Кліма разом з командою незмінно здобував срібні медалі чемпіонату. А уже у сезоні 1931–1932 «Адміра» зуміла зробити «дубль», вигравши обидва національних трофеї. У чемпіонаті Йоганн грав переважно у півзахисті, тому й забив лише 1 гол у 22 матчах. Натомість у кубкових матчах грав у атаці, забивщи у п'яти матчах п'ять голів (чотири з них у чвертьфінальній грі проти «Брігіттенауера».
Ще один «дубль» Йоганн виграв зі своєю командою у 1934 році, але на той час він уже грав нерегулярно — 10 матчів у чемпіонаті і лише 1 у кубку.
Загалом грав у складі «Адміри» до 1935 року. Зіграв у національній першості 312 матчів і забив 101 гол.
Також грав у команді «Вінер Расеншпортфройнде». Сезон 1935/36 провів у друголіговій команді «Аустро Фіат» (Відень), що ставила за ціль вихід до вищого дивізіону. В клубі крім Кліми також грали інші колишні збірники Антон Янда і Франц Радакович. Команда виграла свою групу, але у матчі плей-офф за право підвищення у класі поступилась клубові «Пошт СВ» — 0:1, 1:2, а єдиний гол на рахунку Кліми.

## Виступи за збірну
У складі збірної Австрії дебютував у 1923 році у виїзному поєдинку зі збірною Угорщини (0:2). Наступний виклик отримав у 1926 році. Того ж року забив два голи за збірну, відзначившись у воротах Швейцарії і Швеції. Був учасником матчу проти збірної Англії у 1930 році, коли австрійці здобули почесну нічию 0:0 з родоначальниками футболу. Час від часу викликався у команду до 1931 року, загалом зігравши 11 матчів у яких забив 3 голи. Виступав у одному з матчів розіграшу Центральноєвропейського кубка 1931—1932, у якому у підсумку Австрія здобула перемогу.
Також активно виступав у складі збірної Відня. Дебютував 1923 року у виїзному поєдинку проти збірної Братислави, що завершився перемогою віденців з рахунком 1:0. Загалом зіграв 11 міжнародних матчів і забив три голи, зокрема, у ворота збірних Венеції (6:1, 1924), Берліну (4:1, 1928) і Праги (5:4, 1929).

## Статистика

### Статистика клубних виступів
| Клуб              | Сезон | Чемпіонат | Чемпіонат | Кубок | Кубок | Кубок Мітропи | Кубок Мітропи | Всього | Всього |
| Клуб              | Сезон | Матчі     | Голи      | Матчі | Голи  | Матчі         | Голи          | Матчі  | Голи   |
| ----------------- | ----- | --------- | --------- | ----- | ----- | ------------- | ------------- | ------ | ------ |
| «Адміра» (Відень) |       |           |           |       |       |               |               |        |        |
| 1919–1920         | 21    | 5         | 1         | 0     | -     | -             | 22            | 5      |        |
| 1920–1921         | 23    | 6         | ?         | 0     | -     | -             | 23+           | 6      |        |
| 1921–1922         | 24    | 9         | 4         | 1     | -     | -             | 28            | 10     |        |
| 1922–1923         | 24    | 12        | 3         | 4     | -     | -             | 27            | 16     |        |
| 1923–1924         | 22    | 8         | 2         | 1     | -     | -             | 24            | 9      |        |
| 1924–1925         | 20    | 4         | 3         | 2     | -     | -             | 24            | 6      |        |
| 1925–1926         | 23    | 11        | 3         | 2     | -     | -             | 26            | 13     |        |
| 1926–1927         | 23    | 20        | 5         | 8     | -     | -             | 28            | 28     |        |
| 1927–1928         | 19    | 3         | 3         | 1     | 2     | 0             | 24            | 4      |        |
| 1928–1929         | 17    | 8         | 3         | 1     | 4     | 0             | 24            | 9      |        |
| 1929–1930         | 20    | 7         | 2         | 1     | -     | -             | 22            | 8      |        |
| 1930–1931         | 18    | 4         | 8+        | 0     | -     | -             | 26+           | 4      |        |
| 1931–1932         | 22    | 1         | 5         | 5     | -     | -             | 27            | 6      |        |
| 1932–1933         | 22    | 3         | 2         | 1     | 2     | 0             | 26            | 4      |        |
| 1933–1934         | 10    | 0         | 1         | 0     | -     | -             | 11            | 0      |        |
| 1934–1935         | 4     | 0         | 1         | 0     | 0     | 0             | 5             | 0      |        |
| Всього            | 312   | 101       | 46+       | 27    | 8     | 0             | 366+          | 128    |        |

### Статистика виступів у збірній
| Дата       | Місто    | Господарі      | Результат | Гості          | Турнір                             | Голи | Примітки |
| ---------- | -------- | -------------- | --------- | -------------- | ---------------------------------- | ---- | -------- |
| 23/09/1923 | Будапешт | Угорщина       | 2 – 0     | Австрія        | товариський матч                   | -    |          |
| 28/09/1926 | Прага    | Чехословаччина | 1 – 2     | Австрія        | товариський матч                   | -    |          |
| 10/10/1926 | Відень   | Австрія        | 7 – 1     | Швейцарія      | товариський матч                   | 1    |          |
| 07/11/1926 | Відень   | Австрія        | 3 – 1     | Швеція         | товариський матч                   | 1    |          |
| 20/03/1927 | Відень   | Австрія        | 1 – 2     | Чехословаччина | товариський матч                   | -    |          |
| 06/11/1927 | Болонья  | Італія         | 0 – 1     | Австрія        | Кубок Центральної Європи 1927—1930 | -    |          |
| 01/04/1928 | Відень   | Австрія        | 0 – 1     | Чехословаччина | Кубок Центральної Європи 1927—1930 | -    |          |
| 06/10/1929 | Будапешт | Угорщина       | 2 – 1     | Австрія        | товариський матч                   | 1    |          |
| 27/10/1929 | Берн     | Швейцарія      | 1 – 3     | Австрія        | Кубок Центральної Європи 1927—1930 | -    |          |
| 14/05/1930 | Відень   | Австрія        | 0 – 0     | Англія         | товариський матч                   | -    |          |
| 22/02/1931 | Мілан    | Італія         | 2 – 1     | Австрія        | Кубок Центральної Європи 1931—1932 | -    |          |
| Усього     |          | Матчів         | 11        |                | Голів                              | 3    |          |

### Статистика виступів у кубку Мітропи
| №                      | Розіграш               | Стадія                 | Дата та місце проведення | Команда 1              | Рахунок | Команда 2       | Голи |
| ---------------------- | ---------------------- | ---------------------- | ------------------------ | ---------------------- | ------- | --------------- | ---- |
| 1                      | 1927                   | 1/4                    | 14.08.1927 Прага         | Спарта (Прага)         | 5:1     | Адміра (Відень) |      |
| 2                      | 1927                   | 1/4                    | 21.08.1927 Відень        | Адміра (Відень)        | 5:3     | Спарта (Прага)  |      |
| 3                      | 1928                   | 1/4                    | 15.08.1928 Відень        | Адміра (Відень)        | 3:1     | Славія (Прага)  |      |
| 4                      | 1928                   | 1/4                    | 19.08.1928 Прага         | Славія (Прага)         | 3:3     | Адміра (Відень) |      |
| 5                      | 1928                   | 1/2                    | 9.09.1928 Відень         | Адміра (Відень)        | 1:2     | Ференцварош     |      |
| 6                      | 1928                   | 1/2                    | 16.09.1928 Будапешт      | Ференцварош            | 1:0     | Адміра (Відень) |      |
| 7                      | 1932                   | 1/4                    | 18.06.1932 Прага         | Славія (Прага)         | 3:0     | Адміра (Відень) |      |
| 8                      | 1932                   | 1/4                    | 26.06.1932 Відень        | Адміра (Відень)        | 1:0     | Славія (Прага)  |      |
| Всього у кубку Мітропи | Всього у кубку Мітропи | Всього у кубку Мітропи | Всього у кубку Мітропи   | Всього у кубку Мітропи | 8       |                 | 0    |

## Досягнення
- Чемпіон Австрії (4): 1927, 1928, 1932, 1934
- Срібний призер чемпіонату Австрії (3): 1929, 1930, 1931
- Бронзовий призер чемпіонату Австрії (2): 1923, 1933
- Володар кубка Австрії (3): 1928, 1932, 1934
- Володар кубка Центральної Європи (1): 1931–1932